# Monodonta confusa
Monodonta confusa is een slakkensoort uit de familie van de Trochidae. De wetenschappelijke naam van de soort is voor het eerst geldig gepubliceerd in 1874 door Tapparone-Canefri.